# 이반 치스차코프

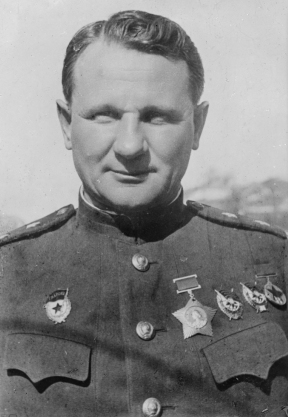
이반 치스차코프

이반 미하일로비치 치스차코프(러시아어: Иван Михайлович Чистяков 이반 미하일로비치 치스탸코프[*], 1900년 9월 14일 ~ 1979년 3월 7일)는 소련의 군인으로, 1945년 8월 북조선을 점령한 소련 제25군의 사령관이었으며, 평양 소련군정의 최고 사령관이었다.

## 북한의 군정장관

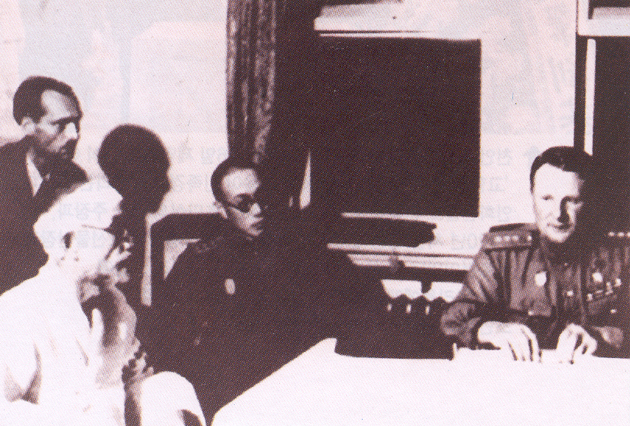
1945년 8월 26일 평양에 도착한 소련 제25군 사령관 치스차코프 대장(우)이 일본군 평양사관구(平壤師管區) 사령관 다케시타 요시하루(竹下義晴) 중장(중)을 숙소인 철도호텔로 불러 항복을 받는 장면으로 그 장소에 조선인 대표로 조만식(좌)도 입회하였다.

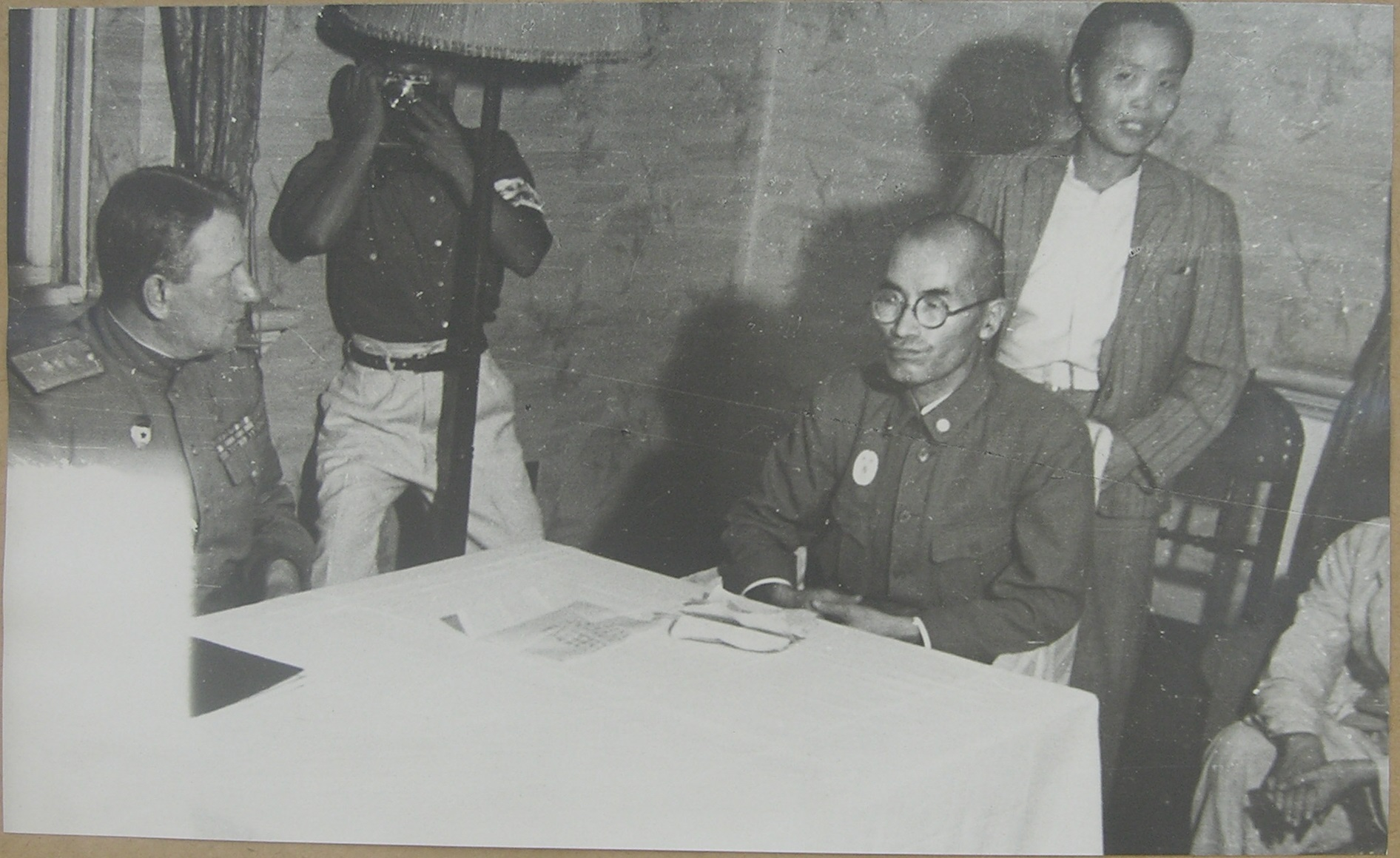
정권 이관의 광경: 1945년 8월 26일 밤 철도 호텔에서 왼편의 소련 제25군 사령관 이반 치스차코프(Ivan Chistyakov) 대장이 오른 편의 후루카와 가네히데(古川兼秀) 평안남도지사로부터 행정권 이양을 받는 모습.

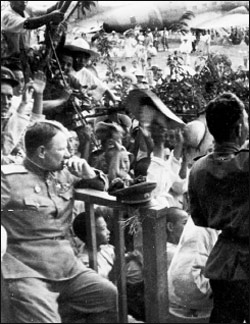
1945년 8월 24일 함흥에 도착한 치스차코프가 환영나온 군중들을 바라보고 있다. 아마도 이때까지 함흥과 평양 중 어디를 수도로 할 지 결정되지 않았기 때문에 함흥에 먼저 들린 것으로 보인다. 평양을 북한 수도로 결정한 사람은 치스차코프로 알려져 있다.

소련 제1극동전선군 산하 제25군은 소련의 대일전 개시와 함께 1945년 8월 9일 북한지역으로 침공해 들어온다. 1945년 8월 15일 일왕이 라디오로 무조건적인 태평양 전쟁 항복선언을 하였다. 8월말까지 소련 제25군은 북한 전역을 장악하고, 사령관인 이반 치스차코프 대장은 북한 소련군정의 명목상 최고 책임자가 된다. 8월 26일 비행기로 평양에 도착한 그는 일본군 평양사관구(平壤師管區) 사령관 다케시타 요시하루(竹下義晴) 중장을 숙소인 평양 철도호텔로 불러 항복을 받는다. 그 장소에는 조만식도 입회하였다. 같은 날 밤 후루카와 가네히데(古川兼秀) 평안남도 지사를 역시 철도호텔로 불러 행정권을 이관 받았다.
하지만 그는 야전군인이라 정치문제에는 직접 개입하지 않고, 소련군정을 실질적으로 총지휘한 사람은 연해주군관구 군사위원 테렌티 스티코프 상장이었다. 평양 현지에서는 25군 군사위원 니콜라이 레베데프 소장이 스티코프의 지시를 이행하는 책임자였다.
평양에 온 그가 발한 이른 바 치스차코프 포고문은 맥아더 포고령과 대비되어 오늘날 많은 논란이 벌어지고 있다. 하지만 치스차코프 포고문의 내용과는 달리 소련은 주민들의 의사와는 아무 관계없이 대중의 지지가 높은 조만식을 제거하고, 각종 정치공작을 통해 자신들이 88 국제여단에서 교육시킨 대리인 김일성을 지도자로 내세워 북한을 공산화시킨다는 확고한 정책을 강제로 밀고 나갔다.
이외에 소련군정 사령관으로서 치스차코프가 한 결정 중 가장 중요한 것은 북한의 수도를 함흥과 평양 중 어디로 할지를 결정하라는 연해주군관구 사령관 키릴 메레츠코프 원수의 지시를 받고 평양으로 결정한 것이다.
그는 북한을 점령한 소련군 병사들이 벌인 민간인 약탈, 강간 등의 만행, 일제가 남긴 산업시설들을 해체하여 소련으로 반출한 것, 반탁 데모와 반공 의거를 강제 진압하면서 많은 인명 피해를 낸 것 등에 대해 직접적인 책임이 있다.
그는 1947년 3월 소련으로 귀국했고, 후임 사령관으로 겐나디 페트로비치 코로트코프(Gennadii Petrovich Korotkov, 1898 – 1982) 중장이 부임했다.
회고록으로 「제25군의 전투행로」가 있다.
- I.M.치스차코프, 《第25軍의 戰鬪行路》, 『(蘇聯 科學아카데미 東洋學硏究所 發行 1976년판) 朝鮮의 解放』, (서울 : 국토통일원, 1988) pp.13 ~ 81.
- I.M.치스챠코프, 「제25군의 전투행로」, 소련과학아카데미 편, 『레닌그라드로부터 평양까지 : 조선해방에 있어 소련장성 11인의 회고록』 (서울: 함성, 1989.05.01) pp.19 ~ 64.

소련으로 망명한 전 북한 외무 부상 박길용 (朴吉用, 1920~1997)은 김일성이 이끄는 조선인민혁명군이 일본군을 물리치고 조선을 해방시켰다는 북한 역사책들의 주장은 치스차코프의 회고록 「제25군의 전투행로」에 나오는 내용중 「소련군 25군」을 「조선인민혁명군」으로 바꾸어 옮겨적은 것에 불과하다고 말했다.
- 그가 북한으로 진주하는 소련군을 따라 처음 함흥에 도착했을 때 함경남도지사를 만나 사무 일체를 인계받으면서 지사가 몸에 지닌 장신구와 시계까지 압수했다는 소문이 서울에 퍼져 있었다 한다.[17] 북한에 진주한 소련군 병사들이 약탈과 부녀자 강간 등을 자행했다는 기록과 증언은 많지만 사령관이었던 그도 별로 다르지 않았던 것같다.